# Бергкірхен
Бергкірхен (нім. Bergkirchen) — громада в Німеччині, розташована в землі Баварія. Підпорядковується адміністративному округу Верхня Баварія. Входить до складу району Дахау.
Площа — 59,99 км2. Населення становить 7753 ос. (станом на 31 грудня 2020).